# Sabulodes subopalaria
Sabulodes subopalaria är en fjärilsart som beskrevs av Walker 1860. Sabulodes subopalaria ingår i släktet Sabulodes och familjen mätare. Inga underarter finns listade.